# Bailliage de Stade
Pour les articles homonymes, voir Stade (homonymie).
1823–1885
Le bailliage de Stade (Landdrostei Stade) est ancienne division administrative du royaume de Hanovre et puis du royaume de Prusse. 

## Description
Il était compris entre les bouches de l’Elbe au nord, l’Oldenbourg et la République de Brême à l’ouest, le sénéchaussée de Lunebourg (de) au sud, la République de Hambourg et le Holstein à l’est
Il mesurait 120 kilomètres sur 65 et renfermait une population de 290 000 habitants.

## Baillis
- 1823–1841: Engelbert Johann von Marschalck (de)
- 1841–1855: Ernst von Bülow
- 1856–1858: Otto Alexander von Marschalck (de)
- 1858–1862: Friedrich Wilhelm Heise (de)
- 1863–1872: August Theodor Braun (de)
- 1872–1885: Heinrich Küster